# 키리이 다이스케
키리이 다이스케(일본어: 桐井大介, 1975년 7월 23일  ~ )는 일본의 남자성우다. 나레이터 오사와 사무소 소속이고 기후현출신이다.

## 출연 작품

### TV 애니메이션
2003년
- 머메이드 멜로디 피치피치핏치(미즈키 타로)

2004년
- 2X2=시노부전(데빌)
- 쾌걸 조로리(브루루 공작)

2005년
- 메이저 2기(야쿠시지, 무타)

2006년
- 위치블레이드(마이클)
- 칭송을 받는 자(오보로)
- 오란고교 호스트부(모리노즈카 타카시)

2008년
- 아마츠키(쿠로토비)

2009년
- 07-GHOST(바스틴)
- 강각의 레기오스(리텐스 서보레이드 하덴)

2010년
- 자이언트 컬링(스기에 유사쿠)

2011년
- 바쿠만 2(미우라 고로)

### OVA
2004년
- 푸른 바다의 트리스티아(텐잔)